# Entomophthoromycotina
Entomophthoromycotina é um subfilo de fungos que inclui uma única ordem, a Entomophthorales. Pertencia ao grupo Zygomycota, mas esse agrupamento foi considerado polifilético baseado em análises filogenéticas.